# Roger Jansson
Roger Jansson, född 9 augusti 1943 i Kimito, är en åländsk politiker (Moderaterna på Åland). 1995-1999 var han Ålands Lantråd och 2003-2007 Ålands riksdagsledamot. 1979-2003 samt 2007-2015 var han ledamot av Ålands lagting